# Liste der Landtagswahlkreise in Nordrhein-Westfalen 2005–2010

Landtagswahlkreise in Nordrhein-Westfalen 2005

Die Liste der Landtagswahlkreise in Nordrhein-Westfalen 2005 enthält die Wahlkreise für die Wahl zum Landtag Nordrhein-Westfalen im Jahre 2005.
Die Wahlkreiseinteilung wurde seit der Gründung des Landes im Jahre 1946 mehrfach geändert. Zur Landtagswahl 2005 wurde die Anzahl der Wahlkreise im Vergleich zu den vorhergehenden Landtagswahlen von 151 auf 128 verringert, wobei sich die Abgrenzung der meisten Wahlkreise änderte. Gleichzeitig wurde die gesetzliche Mindestzahl der Mitglieder des Landtags von 201 auf 181 reduziert. Neben den 128 Direktmandaten werden somit mindestens 53 weitere Mandate über die Landesreservelisten der Parteien vergeben.

## Anzahl der Wahlkreise nach Regierungsbezirk
| Land                        | Wahlkreise 2005 | Änderung zu 2000 | Nummerierung |
| --------------------------- | --------------- | ---------------- | ------------ |
| Regierungsbezirk Köln       | 30              | −4               | 1–30         |
| Regierungsbezirk Düsseldorf | 38              | −8               | 31–68        |
| Regierungsbezirk Münster    | 19              | −2               | 69–87        |
| Regierungsbezirk Detmold    | 15              | −2               | 88–102       |
| Regierungsbezirk Arnsberg   | 26              | −7               | 103–128      |
| Nordrhein-Westfalen         | 128             | -23              | 1–128        |

## Wahlkreise mit Gebietsbeschreibung
| Nr.                         | Wahlkreis                        | Gebiet |
| --------------------------- | -------------------------------- | --- |
| Regierungsbezirk Köln       |                                  | |
| 1                           | Aachen I                         | Stadtbezirke Aachen-Mitte (nördl. Teil), Laurensberg, Richterich und Haaren |
| 2                           | Aachen II                        | Stadtbezirke Aachen-Mitte (südl. Teil), Brand, Eilendorf und Kornelimünster/Walheim |
| 3                           | Kreis Aachen I                   | Alsdorf, Baesweiler, Herzogenrath, Würselen |
| 4                           | Kreis Aachen II                  | Eschweiler, Monschau, Roetgen, Simmerath, Stolberg |
| 5                           | Rhein-Erft-Kreis I               | Bergheim, Bedburg, Elsdorf, Pulheim |
| 6                           | Rhein-Erft-Kreis II              | Frechen, Hürth, Kerpen |
| 7                           | Rhein-Erft-Kreis III             | Brühl, Erftstadt, Wesseling |
| 8                           | Euskirchen I                     | Euskirchen, Bad Münstereifel, Blankenheim, Kall, Mechernich, Nettersheim, Weilerswist, Zülpich                                                                                         |
| 9                           | Heinsberg I                      | Heinsberg, Gangelt, Geilenkirchen, Selfkant, Übach-Palenberg, Waldfeucht |
| 10                          | Heinsberg II                     | Erkelenz, Hückelhoven, Wassenberg, Wegberg |
| 11                          | Düren I                          | Jülich, Aldenhoven, Inden, Langerwehe, Linnich, Merzenich, Niederzier, Nörvenich, Titz, Vettweiß                                                                                       |
| 12                          | Düren II – Euskirchen II         | Vom Kreis Düren die Gemeinden Düren, Heimbach, Hürtgenwald, Kreuzau und Nideggen, vom Kreis Euskirchen die Gemeinden Dahlem, Hellenthal und Schleiden                                  |
| 13                          | Köln I                           | Stadtbezirk Rodenkirchen, vom Stadtbezirk Innenstadt die Stadtteile Altstadt-Süd und Neustadt-Süd                                                                                      |
| 14                          | Köln II                          | Stadtbezirk Lindenthal |
| 15                          | Köln III                         | Stadtbezirk Ehrenfeld, vom Stadtbezirk Nippes die Stadtteile Nippes und Bilderstöckchen                                                                                                |
| 16                          | Köln IV                          | Stadtbezirk Chorweiler, vom Stadtbezirk Nippes die Stadtteile Mauenheim, Riehl, Niehl, Weidenpesch und Longerich                                                                       |
| 17                          | Köln V                           | Stadtbezirk Porz, vom Stadtbezirk Kalk die Stadtteile Merheim, Brück und Rath/Heumar                                                                                                   |
| 18                          | Köln VI                          | Vom Stadtbezirk Innenstadt die Stadtteile Altstadt-Nord, Neustadt-Nord und Deutz, vom Stadtbezirk Kalk die Stadtteile Humboldt/Gremberg, Kalk, Vingst, Höhenberg, Ostheim und Neubrück |
| 19                          | Köln VII                         | Stadtbezirk Mülheim |
| 20                          | Leverkusen                       | Leverkusen |
| 21                          | Rheinisch-Bergischer Kreis I     | Bergisch Gladbach, Rösrath |
| 22                          | Rheinisch-Bergischer Kreis II    | Burscheid, Kürten, Leichlingen (Rheinland), Odenthal, Overath, Wermelskirchen |
| 23                          | Oberbergischer Kreis I           | Gummersbach, Hückeswagen, Lindlar, Marienheide, Radevormwald, Wipperfürth |
| 24                          | Oberbergischer Kreis II          | Bergneustadt, Engelskirchen, Morsbach, Nümbrecht, Reichshof, Waldbröl, Wiehl |
| 25                          | Rhein-Sieg-Kreis I               | Hennef, Eitorf, Lohmar, Much, Neunkirchen-Seelscheid, Ruppichteroth, Windeck |
| 26                          | Rhein-Sieg-Kreis II              | Bad Honnef, Königswinter, Sankt Augustin |
| 27                          | Rhein-Sieg-Kreis III             | Alfter, Bornheim, Meckenheim, Rheinbach, Swisttal, Wachtberg |
| 28                          | Rhein-Sieg-Kreis IV              | Troisdorf, Siegburg, Niederkassel |
| 29                          | Bonn I                           | Stadtbezirke Bonn und Beuel (jeweils nördl. Teil) |
| 30                          | Bonn II                          | Stadtbezirke Bonn und Beuel (jeweils südl. Teil), Stadtbezirke Hardtberg und Bad Godesberg                                                                                             |
| Regierungsbezirk Düsseldorf |                                  | |
| 31                          | Wuppertal I                      | Stadtbezirke Barmen (teilw.), Oberbarmen, Heckinghausen, Langerfeld-Beyenburg, Ronsdorf                                                                                                |
| 32                          | Wuppertal II                     | Stadtbezirke Elberfeld (teilw.), Barmen (teilw.), Uellendahl-Katernberg |
| 33                          | Wuppertal III – Solingen II      | Von Wuppertal die Stadtbezirke Elberfeld (teilw.), Elberfeld-West, Vohwinkel und Cronenberg, von Solingen der Stadtbezirk Gräfrath                                                     |
| 34                          | Solingen I                       | Solingen ohne den Stadtbezirk Gräfrath |
| 35                          | Remscheid                        | Remscheid |
| 36                          | Mettmann I                       | Langenfeld, Monheim, Hilden (südl. Teil) |
| 37                          | Mettmann II                      | Erkrath, Haan, Hilden (nördl. Teil), Mettmann (südl. Teil) |
| 38                          | Mettmann III                     | Ratingen, Heiligenhaus |
| 39                          | Mettmann IV                      | Velbert, Wülfrath, Mettmann (nördl. Teil) |
| 40                          | Düsseldorf I                     | Stadtbezirke 1, 5 und 6 |
| 41                          | Düsseldorf II                    | Stadtbezirke 2 und 7, vom Stadtbezirk 8 die Stadtteile Eller und Lierenfeld |
| 42                          | Düsseldorf III                   | Stadtbezirke 3 und 4 |
| 43                          | Düsseldorf IV                    | Stadtbezirke 9 und 10, vom Stadtbezirk 8 die Stadtteile Vennhausen und Unterbach |
| 44                          | Rhein-Kreis Neuss I              | Neuss |
| 45                          | Rhein-Kreis Neuss II             | Dormagen, Grevenbroich, Rommerskirchen |
| 46                          | Rhein-Kreis Neuss III            | Meerbusch, Jüchen, Kaarst, Korschenbroich |
| 47                          | Krefeld I                        | Stadtbezirke West, Mitte, Süd, und Fischeln |
| 48                          | Krefeld II                       | Stadtbezirke Nord, Hüls, Oppum-Linn, Ost und Uerdingen |
| 49                          | Mönchengladbach I                | Stadtbezirke Volksgarten, Rheydt-West, Rheydt-Mitte, Odenkirchen, Giesenkirchen und Wickrath                                                                                           |
| 50                          | Mönchengladbach II               | Stadtbezirke Rheindahlen, Hardt, Stadtmitte und Neuwerk |
| 51                          | Viersen I                        | Viersen, Schwalmtal, Willich |
| 52                          | Viersen II                       | Kempen, Brüggen, Grefrath, Nettetal, Niederkrüchten, Tönisvorst |
| 53                          | Kleve I                          | Geldern, Issum, Kalkar, Kerken, Kevelaer, Rheurdt, Straelen, Uedem, Wachtendonk, Weeze                                                                                                 |
| 54                          | Kleve II                         | Kleve, Bedburg-Hau, Emmerich, Goch, Kranenburg, Rees |
| 55                          | Oberhausen I                     | Stadtbezirke Alt-Oberhausen und Osterfeld |
| 56                          | Oberhausen II – Wesel I          | Von Oberhausen der Stadtbezirk Sterkrade, vom Kreis Wesel die Gemeinde Dinslaken |
| 57                          | Wesel II                         | Rheinberg, Sonsbeck, Xanten, Alpen, Kamp-Lintfort, Neukirchen-Vluyn (nördl. Teil) |
| 58                          | Wesel III                        | Wesel, Hamminkeln, Hünxe, Schermbeck, Voerde |
| 59                          | Wesel IV                         | Moers, Neukirchen-Vluyn (südl. Teil) |
| 60                          | Duisburg I                       | Stadtbezirk Süd, vom Stadtbezirk Mitte die Ortsteile Duissern, Neudorf und Wanheimerort                                                                                                |
| 61                          | Duisburg II                      | Stadtbezirk Rheinhausen, vom Stadtbezirk Homberg/Ruhrort/Baerl die Ortsteile Alt-Homberg, Hochheide und Baerl                                                                          |
| 62                          | Duisburg III                     | Stadtbezirk Meiderich-Beeck, vom Stadtbezirk Homberg/Ruhrort/Baerl der Ortsteil Ruhrort, vom Stadtbezirk Mitte die Ortsteile Altstadt, Neuenkamp, Kaßlerfeld, Dellviertel und Hochfeld |
| 63                          | Duisburg IV                      | Stadtbezirke Walsum und Hamborn |
| 64                          | Mülheim I                        | Mülheim an der Ruhr ohne Winkhausen |
| 65                          | Essen I – Mülheim II             | Von Essen die Stadtbezirke IV und V, von Mülheim an der Ruhr der Ortsteil Winkhausen                                                                                                   |
| 66                          | Essen II                         | Vom Stadtbezirk I die Stadtteile Huttrop und Frillendorf, Stadtbezirke VI und VII |
| 67                          | Essen III                        | Vom Stadtbezirk I die Stadtteile Stadtkern, Ostviertel, Nordviertel, Westviertel, Südviertel und Südostviertel, Stadtbezirk III                                                        |
| 68                          | Essen IV                         | Stadtbezirke II, VIII und IX |
| Regierungsbezirk Münster    |                                  | |
| 69                          | Recklinghausen I                 | Recklinghausen |
| 70                          | Recklinghausen II                | Herten, Marl (westl. Teil) |
| 71                          | Recklinghausen III               | Gladbeck, Dorsten (südl. Teil) |
| 72                          | Recklinghausen IV                | Haltern, Oer-Erkenschwick, Dorsten (nördl. Teil), Marl (östl. Teil), Datteln (nordwestl. Teil)                                                                                         |
| 73                          | Recklinghausen V                 | Castrop-Rauxel, Waltrop, Datteln (südöstl. Teil) |
| 74                          | Gelsenkirchen I                  | Stadtbezirke Nord, West und Ost |
| 75                          | Gelsenkirchen II                 | Stadtbezirke Mitte und Süd |
| 76                          | Bottrop                          | Bottrop |
| 77                          | Borken I                         | Bocholt, Borken, Isselburg, Rhede |
| 78                          | Borken II                        | Ahaus, Gronau, Heek, Legden, Schöppingen, Stadtlohn, Vreden |
| 79                          | Coesfeld I – Borken III          | Vom Kreis Borken die Gemeinden Gescher, Heiden, Raesfeld, Reken, Südlohn und Velen, vom Kreis Coesfeld die Gemeinden Coesfeld, Billerbeck, Havixbeck und Rosendahl                     |
| 80                          | Coesfeld II                      | Ascheberg, Dülmen, Lüdinghausen, Nordkirchen, Nottuln, Olfen, Senden |
| 81                          | Steinfurt I                      | Steinfurt, Altenberge, Greven, Horstmar, Laer, Metelen, Neuenkirchen, Nordwalde, Ochtrup, Wettringen                                                                                   |
| 82                          | Steinfurt II                     | Rheine, Emsdetten, Hörstel, Ladbergen, Saerbeck |
| 83                          | Steinfurt III                    | Tecklenburg, Hopsten, Ibbenbüren, Lengerich, Lienen, Lotte, Mettingen, Recke, Westerkappeln                                                                                            |
| 84                          | Münster I                        | Stadtbezirke Nord, Ost, West (nördl. Teil) und Mitte (nördl. Teil) |
| 85                          | Münster II                       | Stadtbezirke Süd-Ost, Hiltrup, West (südl. Teil) und Mitte (südl. Teil) |
| 86                          | Warendorf I                      | Warendorf, Beelen, Ennigerloh, Everswinkel, Oelde, Ostbevern, Sassenberg, Telgte |
| 87                          | Warendorf II                     | Ahlen, Beckum, Drensteinfurt, Sendenhorst, Wadersloh |
| Regierungsbezirk Detmold    |                                  | |
| 88                          | Minden-Lübbecke I                | Lübbecke, Espelkamp, Hille, Hüllhorst, Petershagen, Preußisch Oldendorf, Rahden, Stemwede                                                                                              |
| 89                          | Minden-Lübbecke II               | Minden, Bad Oeynhausen, Porta Westfalica |
| 90                          | Herford I                        | Herford, Enger, Hiddenhausen, Vlotho |
| 91                          | Herford II                       | Bünde, Kirchlengern, Löhne, Rödinghausen, Spenge |
| 92                          | Bielefeld I                      | Stadtbezirke Mitte, Schildesche und Gadderbaum |
| 93                          | Bielefeld II                     | Stadtbezirke Heepen, Brackwede, Stieghorst, Sennestadt und Senne |
| 94                          | Gütersloh I – Bielefeld III      | Von Bielefeld die Stadtbezirke Dornberg und Jöllenbeck, vom Kreis Gütersloh die Gemeinden Borgholzhausen, Halle (Westf.), Steinhagen, Versmold und Werther                             |
| 95                          | Gütersloh II                     | Gütersloh, Harsewinkel, Herzebrock-Clarholz |
| 96                          | Gütersloh III                    | Rheda-Wiedenbrück, Langenberg, Rietberg, Schloß Holte-Stukenbrock, Verl |
| 97                          | Lippe I                          | Bad Salzuflen, Lage, Leopoldshöhe, Oerlinghausen |
| 98                          | Lippe II                         | Lemgo, Barntrup, Blomberg, Dörentrup, Extertal, Kalletal, Lügde |
| 99                          | Lippe III                        | Detmold, Augustdorf, Horn-Bad Meinberg, Schieder-Schwalenberg, Schlangen |
| 100                         | Paderborn I                      | Büren, Altenbeken, Bad Lippspringe, Bad Wünnenberg, Borchen, Delbrück, Hövelhof, Lichtenau, Salzkotten                                                                                 |
| 101                         | Paderborn II                     | Paderborn |
| 102                         | Höxter                           | Kreis Höxter |
| Regierungsbezirk Arnsberg   |                                  | |
| 103                         | Hagen I                          | Stadtbezirke Mitte, Nord und Hohenlimburg |
| 104                         | Hagen II – Ennepe-Ruhr-Kreis III | Von Hagen die Stadtbezirke Eilpe/Dahl und Haspe, vom Ennepe-Ruhr-Kreis die Gemeinden Breckerfeld, Ennepetal und Gevelsberg                                                             |
| 105                         | Ennepe-Ruhr-Kreis I              | Schwelm, Hattingen, Sprockhövel, Wetter |
| 106                         | Ennepe-Ruhr-Kreis II             | Witten, Herdecke |
| 107                         | Bochum I                         | Bochum (südwestl. Teil) |
| 108                         | Bochum II                        | Bochum (südöstl. Teil) |
| 109                         | Bochum III – Herne II            | Bochum (nördl. Teil), von Herne der Stadtbezirk Eickel |
| 110                         | Herne I                          | Stadtbezirke Wanne, Herne-Mitte und Sodingen |
| 111                         | Dortmund I                       | Stadtbezirke Innenstadt-West, Huckarde und Mengede |
| 112                         | Dortmund II                      | Stadtbezirke Innenstadt-Ost, Innenstadt-Nord und Eving |
| 113                         | Dortmund III                     | Stadtbezirke Scharnhorst, Aplerbeck und Brackel |
| 114                         | Dortmund IV                      | Stadtbezirke Hörde, Hombruch und Lütgendortmund |
| 115                         | Unna I                           | Unna, Fröndenberg, Holzwickede, Schwerte |
| 116                         | Unna II                          | Lünen, Selm, Werne |
| 117                         | Unna III – Hamm II               | Vom Kreis Unna die Gemeinden Bergkamen, Bönen und Kamen, von Hamm der Stadtbezirk Hamm-Herringen                                                                                       |
| 118                         | Hamm I                           | Stadtbezirke Hamm-Bockum-Hövel, Hamm-Heessen, Hamm-Uentrop, Hamm-Mitte, Hamm-Rhynern, Hamm-Pelkum                                                                                      |
| 119                         | Soest I                          | Soest, Bad Sassendorf, Ense, Lippetal, Möhnesee, Welver, Werl, Wickede |
| 120                         | Soest II                         | Lippstadt, Anröchte, Erwitte, Geseke, Warstein |
| 121                         | Märkischer Kreis I               | Iserlohn, Altena, Nachrodt-Wiblingwerde, Werdohl |
| 122                         | Märkischer Kreis II              | Menden (Sauerland), Balve, Hemer, Neuenrade, Plettenberg |
| 123                         | Märkischer Kreis III             | Lüdenscheid, Halver, Herscheid, Kierspe, Meinerzhagen, Schalksmühle |
| 124                         | Hochsauerlandkreis I             | Arnsberg, Eslohe, Schmallenberg, Sundern |
| 125                         | Hochsauerlandkreis II-Soest III  | Vom Hochsauerlandkreis die Gemeinden Meschede, Bestwig, Brilon, Hallenberg, Marsberg, Medebach, Olsberg und Winterberg, vom Kreis Soest die Gemeinde Rüthen                            |
| 126                         | Siegen-Wittgenstein I            | Siegen, Burbach, Freudenberg, Neunkirchen |
| 127                         | Siegen-Wittgenstein II           | Bad Berleburg, Bad Laasphe, Erndtebrück, Hilchenbach, Kreuztal, Netphen, Wilnsdorf |
| 128                         | Olpe                             | Kreis Olpe |